# ۱۷۸۴ (میلادی)
۱۷۸۴ (میلادی) هزار و هفتصد و هشتاد و چهارمین سال تقویم میلادی است.

## زادگان
- ۵ آوریل – لویی اشپور، آهنگساز آلمانی (د. ۱۸۵۹)
- ۲۲ ژوئیه – فریدریش بسل، ستاره‌شناس و ریاضی‌دان آلمانی (د. ۱۸۴۶)
- ۲۴ نوامبر – زکری تیلور، سیاست‌مدار آمریکایی (د. ۱۸۵۰)

## درگذشتگان
- ۲۵ دسامبر – یوسا بوسون، شاعر و نویسنده ژاپنی (ز. ۱۷۱۶)
- ۲۷ فوریه – کنت سن-ژرمن، آهنگساز فرانسوی (ز. ۱۷۱۰)